# Cymodusa jaceki
Cymodusa jaceki là một loài tò vò trong họ Ichneumonidae.